# Smilodon populator
Smilodon populator je bila vrsta machairodontinskih sabljozubih mačaka. Prvi se put pojavio u Južnoj Americi prije 1 milijun godina i izumro prije oko 10.000 godina. Bio je mnogo veći od svojih rođaka Smilodona fatalisa i Smilodona gracilisa, te je imao velika prsa i moćne noge. Ova je velika mačka bila visoka 120 cm, veća je od najveće suvremene mačke tigra.
Smilodon populator je vjerojatno lovio u čoporima. S obzirom na velike nožne mišiće i zdepasti oblik tijela, nije mogao juriti brzo da bi hvatao plijen, te je vjerojatno lutao s drugim mačkama kako bi iz zasjede hvatao male životinje u travnatim ravnicama. Plijen bi uhvatio svojim velikim nožnim mišićima i prerezao mu vrat velikim sabljastim zubima koji su ponekad bili dugi 18 cm. Veličina očnjaka ih je činila prilično krhkima, te se nisu mogli upotrijebiti ako plijen već nije bio na tlu (to je skoro bez svake sumnje bila svrha velikih prednjih šapa). Fosili nekoliko Smilodona populatora pronađeni su u blizini, zajedno s jednom životinjom iz ravnice, što daje dodatne argumente o smilodonima kao društvenim životinjama.